# (2087) Kochera
(2087) Kochera est un astéroïde de la ceinture principale.

## Description
(2087) Kochera est un astéroïde de la ceinture principale. Il fut découvert le 28 décembre 1975 à l'observatoire Zimmerwald par Paul Wild. Il présente une orbite caractérisée par un demi-grand axe de 2,21 UA, une excentricité de 0,06 et une inclinaison de 1,8° par rapport à l'écliptique.

## Compléments